# Ченбай Сергій Дмитрович
Сергій Дмитрович Ченбай (нар. 6 листопада 1992, Київ, Україна) — український футболіст, гравець «Інгульця». Виступає на позиціях лівого та центрального захисника, а також лівого півзахисника.

## Ранні роки
Батько Сергія Ченбая грав у футбол на аматорському рівні. У семирічному віці Сергій вступив у футбольну школу «Дружба» (згодом перейменовану в «Атлет»). Був зарахований до групи юнаків 1990 року народження до тренера Дмитра Ігоровича Скочія. Будучи в команді на 2 роки молодшим за інших гравців, Ченбай неодноразово отримував особисті нагороди. Після п'яти років, проведених у групі 1990 р.н., був переведений у команду 1991 року, яку вів Володимир Дмитрович Пушенко. Після випуску був переведений у дорослу команду «Атлета» до Дмитра Костянтиновича Мурашенка. Три роки поспіль ставав найкращим гравцем дорослої команди, найкращим півзахисником. Входив у символічні збірні школи, в 2011 році ставав її найкращим гравцем. У тому ж році визнавався Федерацією футболу Києва найкращим півзахисником сезону.

## Кар'єра гравця
Взимку 2012 року за рекомендацією Дмитра Мурашенка був запрошений у «Ворсклу». З командою провів тренувальний збір у Туреччині, де непогано себе проявив. Після зборів й особистої розмови з головним тренером Миколою Павловим підписав контракт з полтавським клубом. Грав за дубль, де згодом став отримувати стабільне місце в основі. У цей період Євген Бриж, оглядач порталу Football.ua, відзначав «стабільність цього футболіста, а також швидкість, яка важлива для гравця на його позиції».
10 травня 2012 року в матчі останнього туру сезону 2011/12 років відбувся дебют футболіста в Прем'єр-лізі. Ченбай вийшов на поле на 90+1 хвилині матчу проти «Металіста», замінивши Павла Ребенка. На прес-конференції після матчу Микола Павлов заявив: «Шкодую тільки, що Пердута й Ченбая пізно випустив, а так би могли й перемогти». У наступному сезоні після зміни тренера Ченбай ще двічі виходив на заміни в матчі Прем'єр-ліги.
Після переходу тренера «Ворскли» Сергія Свистуна в «Кремінь», з ним з молодіжного складу полтавчан у Кременчук влітку 2013 року перебралися Бурдейний, Вовкодав, Курелєх, Бацула, Ченбай і Кунєв. У цій команді Сергій Ченбай провів три сезони в Другій лізі чемпіонату України. В сезоні 2014/15 допоміг команді здобути бронзові медалі турніру.
Сезон 2016/17 Ченбай провів, граючи в Першій лізі за «Гірник-Спорт» (20 матчів, 1 гол), після чого повернувся до «Кременя», за який виступав ще три роки. За результатами чемпіонату 2017/18 кременчуцька команда вибула з Першої ліги, а вже наступного сезону виграла «золото» Другої ліги та підвищилася в класі. Всього за два періоди перебування в «Кремені» Ченбай відіграв 139 матчів у чемпіонаті, в яких забив 9 м'ячів, а також 8 матчів у Кубку України.
24 грудня 2019 року підписав контракт з «Металістом 1925». 1 липня 2022 року контракт гравця з харківським клубом завершився.

## Досягнення
«Кремінь»:
 Переможець Другої ліги України: 2018/19
 Бронзовий призер Другої ліги України: 2014/15
 «Металіст 1925»:
 Бронзовий призер Першої ліги України: 2020/21